# Oh Happy Day
Oh Happy Day és un programa musical de TV3 en què nou grups vocals i corals d'arreu de Catalunya competeixen interpretant cançons per convèncer el jurat del programa.
Oh Happy Day és una versió del programa de la NBC Clash of the Choirs, que a Espanya es va emetre a Cuatro el gener de 2008 amb el títol de La batalla de los coros. Un any més tard va ser emès per Euskal Telebista amb el mateix nom que la versió de TV3. En el 2015, la Televisió de Galícia també va començar a emetre una versió del programa amb el mateix nom que la versió catalana. El programa compta amb una aplicació mòbil que permet al públic accedir a continguts exclusius i participar en l'elecció del concurs. També edita un disc amb els millors temes del programa.
El grup vocal DeuDeVeu, que el 2014 va publicar el disc Junts, va guanyar la primera edició del programa. El conjunt coral In Crescendo, que es van unir per participar en el programa, foren els guanyadors de la segona edició celebrada el 20 de desembre del 2014. El grup Quartet Mèlt van resultar guanyadors de la tercera edició del programa. El grup Friendship Sound van ser els guanyadors de la quarta temporada. La gran final de la primera temporada va liderar l'audiència televisiva a Catalunya amb un 19,8% de quota.

## Programa
Des de la primera fins a la tercera temporada, el programa va estar presentar per l'actor i doblador Eduard Farelo, i s'emetia cada dissabte a les 21.45. En la quarta edició, Anna Simón en serà la presentadora.
En la primera edició el jurat va estar format per l'actriu Sílvia Abril, el director del Cor de l'Orfeó Lleidatà i de la Jove Orquestra de Cerdanyola Pedro Pardo, el músic i líder del grup La Casa Azul, Guille Milkyway, i la cantant i actriu de musical Elena Gadel. A la segona edició, es van incorporar les cantants i actrius Mone i Bàrbara Mestanza en substitució de la Sílvia Abril i l'Elena Gadel. L'any 2015, en la tercera edició, els membres del jurat van passar a ser en Daniel Anglès, la Chenoa i en Roger Coma. L'any 2017, en la quarta edició, els membres del jurat seran en Daniel Anglès, la Gisela i en Peter Vives.
Segons la mecànica del programa, es nominen tres corals i una és eliminada la setmana següent, procés que es repeteix fins a arribar a la gran final amb els tres cors que segueixin en joc. Durant la tercera edició del programa, els cors eren nominats i expulsats la mateixa setmana. A la gran final els espectadors voten el cor guanyador entre els 3 finalistes. A més de les actuacions dels cors, cada setmana s'ofereixen en diversos vídeos de seguiment com afronten els assajos del nou repertori que hauran de defensar al programa, es coneix millor la seva població i les històries humanes i personals que hi ha al darrere dels col·lectius de cantaires.

### Primera edició (2013)
Els càstings de la primera edició van començar l'abril de 2013 i hi van participar més de quaranta cors i grups vocals de Catalunya. A mitjan juny del mateix any es van anunciar els quatre membres del jurat: Sílvia Abril, Guille Milkyway, Elena Gadel i Pedro Pardo, així com el presentador, l'Eduard Farelo. Els nou cors seleccionats per a participar en aquesta primera edició del concurs van ser Coral·lí, DeuDeVeu, Flumine, Geriona, Gospelians&Gràcia, Messengers, Ol'Green, Singfònics i Tons i Sons.
La primera gala es va emetre per TV3 el 21 de setembre de 2013 aconseguint un 17,8% de l'audiència (459.000 espectadors). Després de 13 gales, la final es va celebrar el 21 de desembre de 2013 amb un 19,8% de l'audiència (558.000 espectadors), guanyant DeuDeVeu aquesta primera edició amb un 37,8% dels vots del públic, quedant en segon lloc Messengers amb un 34,1% dels vots i Ol'Green tercers amb un 28,1% dels vots.
Durant la temporada, el programa va rebre actuacions de convidats com els grups catalans Els Pets i Obeses, l'elenc del musical Sonrisas y Lágrimas o altres formacions corals com The Hanfris Quartet, la Coral Infantil de Saint Marc o The Georgia Mass Choirs.
| Posició | Cor                                                          | Origen             |
| ------- | ------------------------------------------------------------ | ------------------ |
| 1       | DeuDeVeu                                                     | Barcelona          |
| 2       | Messengers                                                   | Barcelona          |
| 3       | Ol'green                                                     | Barcelona          |
| 4       | Geriona                                                      | Girona             |
| 5       | Tons i Sons                                                  | Terrassa           |
| 6       | Gospelians&Gràcia (Gospelians de Girona & Cor Gospel Gràcia) | Barcelona / Girona |
| 7       | Singfònics                                                   | Terrassa           |
| 8       | Flumine                                                      | Tortosa            |
| 9       | Coral·lí                                                     | Barcelona          |

### Desenvolupament[11]
La taula mostra el desenvolupament del concurs al llarg dels 14 programes o gales de la primera edició. La columna amb números a l'esquerra de les cançons de cada gala indica l'ordre d'actuació (de la primera cançó en el cas que n'hi hagi dues) i en el cas de corals eliminades indiquen l'ordre de classificació. Quan la cançó és una versió en català de l’original en una altra llengua, s’indica el títol original entre claudàtors.
A més de les cançons assignades, cada gala s'inicia amb les corals actives cantant "Oh, Happy Day!".
A les gales senars es nominen corals, una de les quals serà eliminada a la següent gala.
La coral eliminada s'acomiada a la fi de la gala amb una cançó addicional de comiat o de consolació [C].
A partir de la gala 9 les corals classificades canten dues cançons cadascuna.
A la gala 11 no s'elimina cap coral; n'hi ha una que passa directament a la final, que serà competida per tres corals.
La gala 13 no és competitiva i no hi ha actuacions de corals.
A la gala 14 es repesquen les corals eliminades de manera no competitiva interpretant cançons nadalenques.

|                     | Gala 1 | Gala 1                                     | Gala 2 | Gala 2                                           | Gala 3 | Gala 3                                                    | Gala 4 | Gala 4                                                           | Gala 5 | Gala 5                                         | Gala 6 | Gala 6                                        | Gala 7 | Gala 7                                         | Gala 8 | Gala 8                                             | Gala 9 | Gala 9                                                                              | Gala 10 | Gala 10                                                                                             | Gala 11 | Gala 11                                              | Gala 12 | Gala 12                                                 | Gala 14 | Gala 14                                          |
| ------------------- | ------ | ------------------------------------------ | ------ | ------------------------------------------------ | ------ | --------------------------------------------------------- | ------ | ---------------------------------------------------------------- | ------ | ---------------------------------------------- | ------ | --------------------------------------------- | ------ | ---------------------------------------------- | ------ | -------------------------------------------------- | ------ | ----------------------------------------------------------------------------------- | ------- | --------------------------------------------------------------------------------------------------- | ------- | ---------------------------------------------------- | ------- | ------------------------------------------------------- | ------- | ------------------------------------------------ |
| Deudeveu            | 3      | «Somebody To Love»                         | 6      | «El rossinyol»                                   | 8      | «The Final Countdown»                                     | 1      | «I'm Yours»                                                      | 3      | «Tantes coses a fer»                           | 6      | «Rehab»                                       | 3      | «When Love Takes Over»                         | 4      | «Més enllà d'on hi ha l'iris» [«Over The Rainbow»] | 1      | «Video Killed The Radio Star» «Com sortir / Hores d'amor (de "Rent")»               | 2       | «Quan tot s'enlaira» «Somebody That I Used To Know»                                                 | 3       | «This Love» «El cant dels ocells»                    | 2       | «I've Had The Time Of My Life» «La botiga dels horrors» | 1       | «Viva La Vida» «Qualsevol nit pot sortir el sol» |
| Messengers          | 5      | «Giants»                                   | 5      | «Tocar el cel» [«Ring My Bell»]                  | 1      | «Lean On Me»                                              | 7      | «Si véns»                                                        | 2      | «Una altra vegada» [«Just Like Starting Over»] | 3      | «If You Love Somebody, Set Them Free»         | 6      | «Do You Know Jesus?»                           | 5      | «Help»                                             | 5      | «Al vent» «Lift Up Your Hands»                                                      | 1       | «Corren» «Elijah Rock»                                                                              | 2       | «La rumba de Barcelona» «One Of The Ones Who Did»    | 3       | «Price Tag» «La meva terra és el mar»                   | 2       | «Boig per tu» «Man In The Mirror»                |
| Ol'Green            | 9      | «Bad Romance»                              | 2      | «Paraules d'amor»                                | 6      | «Lady Marmalade»                                          | 4      | «L'home del carrer»                                              | 4      | «Get Lucky»                                    | 2      | «Ni una sola paraula» [«Ni una sola palabra»] | 1      | «Ave Maria»                                    | 2      | «Les meves ex i tu»                                | 2      | «L'àguila negra» «Disco mix»                                                        | 4       | «Si et quedes amb mi» «Whith A Little Help From My Friends»                                         | 4       | «A la meva vida» [«In My Life] » «Don't Stop Me Now» | 1       | «Express Yourself»                                      | 3       | «Last Dance» «Ai, Dolors»                        |
| Geriona             | 6      | «Moon River»                               | 7      | «Lemon Tree»                                     | 2      | «Here Comes The Sun»                                      | 5      | «Sweet Dreams»                                                   | 1      | «La vida és bella» [«La vita è bella»]         | 7      | «Piel Canela»                                 | 4      | «No miris enrere» [«Don`t Look Back In Anger»] | 6      | «Un été de porcelaine»                             | 3      | «Tinc un pensament per a tu» [«I Say A Little Prayer For You] » «Are You Sleeping?» | 3       | «Ulls dolços» [«True Colors»] «Nigra Sum»                                                           | 1       | «Dancing Queen» «L'illa de les dones»                | 4       | «Halo» «Núvol blanc» «Que tinguem sort» [C]             | 4       | «Blanc Nadal» [«White Christmas»]                |
| Tons i sons         | 1      | «Rolling In The Deep»                      | 8      | «Illes dins un riu»                              | 3      | «Aquí em tens» [«Signed, Sealed, Delivered... I'm Yours»] | 8      | «Cantares»                                                       | 6      | «The Longest Time»                             | 5      | «I Still Haven't Found What I'm Looking For»  | 5      | «Caminant» [«The Way To Your Heart»]           | 3      | «Crazy»                                            | 4      | «Bicicletes» «The River Of Dreams»                                                  | 5       | «Prop dels estels» [«Serenade From The Stars»] «Lord, You Are Good» «Down To The River To Pray» [C] | 5       |                                                      | 5       |                                                         | 5       | «All I Want For Christmas Is You»                |
| Gospelians & Gràcia | 4      | «Amor particular»                          | 1      | «Joy»                                            | 5      | «Like A Prayer»                                           | 2      | «Fil de llum»                                                    | 5      | «God Is My Everything»                         | 4      | «Alegria»                                     | 2      | «Farà un dia clar» [«I Can See Clearly Now»]   | 1      | «Let The River Run» «Total Praise» [C]             | 6      |                                                                                     | 6       | | 6       |                                                      | 6       |                                                         | 6       | «Joy To The World»                               |
| Singfònics          | 2      | «Al mar»                                   | 3      | «Some Nights»                                    | 7      | «Pols en el vent» [«Dust In The Wind»]                    | 3      | «September»                                                      | 7      | «Ho Hey»                                       | 1      | «It's My Life» «Let The Sun Shine» [C]        | 7      |                                                | 7      |                                                    | 7      |                                                                                     | 7       | | 7       |                                                      | 7       |                                                         | 7       | «Les cendres del Nadal» [«Last Christmas»]       |
| Flúmine             | 8      | «Fira de Scarborough» [«Scarborough Fair»] | 4      | «Your Song»                                      | 4      | «Sota una estrella»                                       | 6      | «Més enllà de les paraules» [«More Than Words»] «Hallelujah» [C] | 8      |                                                | 8      |                                               | 8      |                                                | 8      |                                                    | 8      |                                                                                     | 8       | | 8       |                                                      | 8       |                                                         | 8       | «Jingle Bells»                                   |
| Coral·lí            | 7      | «Más que nada»                             | 9      | «Don't Stop Believin» «Cape Breton Lullabye» [C] | 9      |                                                           | 9      |                                                                  | 9      |                                                | 9      |                                               | 9      |                                                | 9      |                                                    | 9      |                                                                                     | 9       | | 9       |                                                      | 9       |                                                         | 9       | «M'agrada el Nadal»                              |

Codi de colors
     La coral ha estat nominada.
     La coral ha estat eliminada.
     La coral passa directament a la final.
     Coral guanyadora.

### Segona edició (2014)

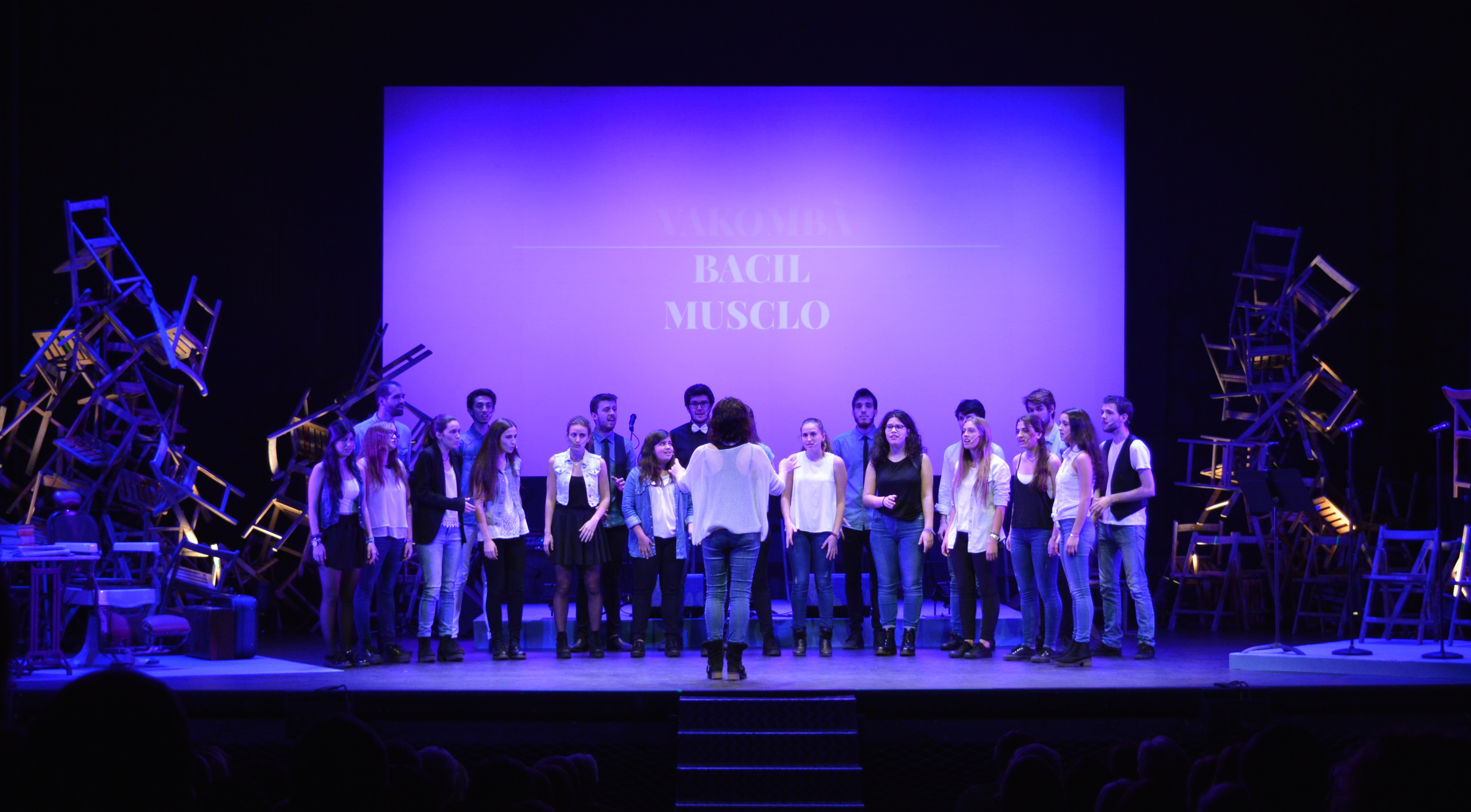
Vakombà en una actuació a Sabadell.

Els càstings de la segona edició es van celebrar entre maig i juny de 2014. A mitjan setembre van anunciar que la Mone i la Bàrbara Mestanza substituirien la Sílvia Abril i l'Elena Gadel com a jurats del concurs. Els cors seleccionats per a participar en aquesta edició del concurs van ser Amarcord, Cantabile, Fusions, In Crescendo, Lutiana, MusicVox, Tastet de Gospel, The New Zombies i Vakombà. En aquesta segona edició es va implantar la novetat d'escollir la millor cançó de la nit, un premi donat pel jurat a una de les corals fent-los aconseguir la immunitat a les nominacions durant la setmana següent.
La primera gala es va emetre el 4 d'octubre de 2014 amb un 16,8% de l'audiència (426.000 espectadors). Després d'onze gales, la final es va emetre en directe el 20 de desembre de 2014 amb un 17,9% de l'audiència (472.000 espectadors), guanyant In Crescendo amb un 50% dels vots, quedant en segon lloc Cantabile amb un 32,8% dels vots i Amarcord en tercer lloc amb un 17,2%.
Durant les gales, els cors van comptar amb les actuacions d'artistes convidats com Gisela, Marc Parrot, Joan Colomo o Anna Roig.
| Posició | Cor              | Origen       | Millors cançons |
| ------- | ---------------- | ------------ | --------------- |
| 1       | In Crescendo     | Granollers   | Gales 6 i 7     |
| 2       | Cantabile        | Barcelona    | Gales 1 i 3     |
| 3       | Amarcord         | Barcelona    | Gales 4 i 8     |
| 4       | Music Vox        | Esparreguera |                 |
| 5       | Lutiana          | Arbúcies     |                 |
| 6       | Vakombà          | Sabadell     | Gala 5          |
| 7       | Tastet de Gospel | Taradell     | Gala 2          |
| 8       | The New Zombies  | Barcelona    |                 |
| 9       | Fusions          | Palamós      |                 |

### Tercera edició (2015)
Entre maig i juny de 2015 es van realitzar els càstings per la tercera edició del programa. El juny d'aquest més es va anunciar que en Daniel Anglès, la Chenoa i en Roger Coma substituirien el jurat de les temporades anteriors. També es van implantar canvis en la mecànica del programa. El jurat donaria les seves valoracions a les corals i finalment votaria a través d'uns polsadors. El cor que tingués dos o més micròfons vermells quedava nominat i podia ser expulsat aquella mateixa gala. També es va anunciar la implantació de la figura del coach, un director d'una de les corals participants en edicions anteriors, que ajudaria els concursants durant el seu pas pel programa. Els seleccionats van ser en Gerard Ibáñez (DeuDeVeu), en Marc Sambola (Amarcord) i na Michèle Alderete (Ol'Green). L'última novetat va ser la de repescar un dels cors eliminats durant el programa.
En aquesta edició els càstings finals es van emetre per televisió els dies 19 i 26 de setembre i finalment els cors seleccionats per a participar en aquesta edició van ser 10: 4 18, Còctel, Estoc de Veus, Giovinetto, Jarks, Melòdics, Quartet Mèlt, TNT, Veuscomsí i Wimen.
La primera gala es va emetre el 3 d'octubre de 2015 amb un 16% de l'audiència (410.000 espectadors). Després de 9 gales, la final es va emetre en directe el 28 de novembre de 2015 amb un 22,1% de l'audiència (553.000 espectadors), guanyant el Quartet Mèlt amb un 57,3% dels vots, seguits de Giovinetto amb un 22,6% i Jarks amb un 20,1% dels vots.
| Posició          | Cor           | Origen            | Coach   | Millor cançó   |
| ---------------- | ------------- | ----------------- | ------- | -------------- |
| 1                | Quartet Mèlt  | Barcelona         | Gerard  | Gala 2         |
| 2                | Giovinetto    | Puig-reig         | Michèle | Gales 3 i 6    |
| 3                | Jarks         | Barcelona         | Michèle | Gales 1, 5 i 7 |
| 4 (repescats), 8 | Còctel        | Barcelona         | Marc    |                |
| 5                | Veuscomsí     | Barcelona         | Gerard  | Gala 4         |
| 6                | TNT           | Barcelona         | Michèle |                |
| 7                | Wimen         | Barcelona         | Marc    |                |
| 8                | Melòdics      | Barcelona         | Marc    |                |
| 9                | 4 18          | Barcelona         | Gerard  |                |
| 10               | Estoc de Veus | Mollet del Vallès | Michèle |                |

Oh Happy Day (3a temporada) fou el tercer disc recopilatori de les actuacions dels concursants d'Oh Happy Day. Gravat en directe des del Plató 1 de Televisió de Catalunya, l'àlbum recull les millors actuacions dins de la tercera edició del concurs per a corals. Els intèrprets de les cançons són els grups 4 18, Còctel, Estoc de Veus, Giovinetto, Jarks, Melòdics, Quartet Mèlt, TNT, Veuscomsí i Wimen. Distribuït per Música Global, va sortir a la venda el 5 de desembre de 2015 amb el diari La Vanguardia.

### Quarta edició (2017)
El mes de novembre es va anunciar que el jurat el formarien l'actor i director de teatre Daniel Anglès, la cantant Gisela i l'actor Peter Vives. A més, el relleu de l'Eduard Farelo com a presentador l'agafa l'Anna Simon.
| Posició | Cor              | Origen                                  | Millor cançó  |
| ------- | ---------------- | --------------------------------------- | ------------- |
| 1       | Friendship Sound | Cornellà de Llobregat, Barcelona        | Gala 6        |
| 2       | SoundSix         | Barcelona                               | Gales 3, 4, 8 |
| 3       | Not Named        | Castelldefels, Santa Perpètua de Mogoda | Gales 1, 9    |
| 4       | Obmud            | Barcelona                               |               |
| 5       | Le Due Donne     | Barcelona                               | Gales 5, 7    |
| 6       | Kundala          | Barcelona                               |               |
| 7       | Henna            | Barcelona                               | Gala 2        |
| 8       | Jukebox          | Barcelona                               |               |
| 9       | Loka Linda       | Castelldefels, Santa Perpètua de Mogoda |               |
| 10      | Acústic5         | Barcelona                               |               |
| 11      | 4Gami            | Girona, Cassà de la Selva, Hostalric    |               |
| 12      | Sotavent         | Barcelona                               |               |

## Temporades
| Temporada | Número d'episodis | Dates d'emissió                                 |
| --------- | ----------------- | ----------------------------------------------- |
| 1         | 15                | 21 de setembre de 2013 - 28 de desembre de 2013 |
| 2         | 15                | 27 de setembre de 2014 - 3 de gener de 2015     |
| 3         | 15                | 5 de setembre de 2015 - 12 de desembre de 2015  |
| 4         | 15                | 7 de gener de 2017 - 15 d'abril de 2017         |

## Discografia
- Oh Happy Day. Les Millors Cançons - Música_Global (2013)
- Oh Happy Day (2a temporada) - Música_Global (2014)
- Oh Happy Day (3a temporada) - Música Global (2015)
- Oh Happy Day (4a temporada) - Música_Global (2017)

## Audiència

### Primera edició (2013)
| Programa              | Estrenat          | Audiència       |
| --------------------- | ----------------- | --------------- |
| Gala 1                | 21 Setembre 2013  | 17,8% / 459.000 |
| Gala 2                | 28 Setembre 2013  | 18,5% / 478.000 |
| Gala 3                | 5 Octubre 2013    | 10,2% / 261.000 |
| Gala 4                | 12 Octubre 2013   | 12,2% / 327.000 |
| Gala 5                | 19 Octubre 2013   | 9,7% / 260.000  |
| Gala 6                | 26 Octubre 2013   | 12,4% / 343.000 |
| Gala 7                | 2 Novembre 2013   | 14,6% / 398.000 |
| Gala 8                | 9 Novembre 2013   | 16,9% / 460.000 |
| Gala 9                | 16 Novembere 2013 | 16,9% / 519.000 |
| Gala 10               | 23 Novembre 2013  | 15,1% / 430.000 |
| Gala 11 (Semifinal 1) | 30 Novembre 2013  | 16,7% / 479.000 |
| Gala 12 (Semifinal 2) | 8 Desembre 2013   | 14,9% / 415.000 |
| Gala 13 (Final)       | 21 Desembre 2013  | 19,8% / 558.000 |

### Segona edició (2014)
| Programa              | Estrenat         | Audiència       |
| --------------------- | ---------------- | --------------- |
| Gala 1                | 4 Octubre 2014   | 16,8% / 426.000 |
| Gala 2                | 11 Octubre 2014  | 14,0% / 319.000 |
| Gala 3                | 18 Octubre 2014  | 12,2% / 281.000 |
| Gala 4                | 25 Octubre 2014  | 14,0% / 393.000 |
| Gala 5                | 1 Novembre 2014  | 10,4% / 252.000 |
| Gala 6                | 8 Novembre 2014  | 10,1% / 297.000 |
| Gala 7                | 15 Novembre 2014 | 11,8% / 320.000 |
| Gala 8                | 22 Novembre 2014 | 10,1% / 297.000 |
| Gala 9 (Semifinal 1)  | 29 Novembre 2014 | 14,0% / 414.000 |
| Gala 10 (Semifinal 2) | 6 Desembre 2014  | 11,7% / 318.000 |
| Gala 11 (Final)       | 20 Desembre 2014 | 17,9% / 472.000 |

### Tercera edició (2015)
| Programa           | Estrenat         | Audiència       |
| ------------------ | ---------------- | --------------- |
| Càsting 1          | 19 Setembre 2015 | 12,2% / 293.000 |
| Càsting 2          | 26 Setembre 2015 | 11,3% / 298.000 |
| Gala 1             | 3 Octubre 2015   | 16,0% / 410.000 |
| Gala 2             | 10 Octubre 2015  | 13,1% / 315.000 |
| Gala 3             | 17 Octubre 2015  | 11,2% / 313.000 |
| Gala 4             | 24 Octubre 2015  | 10,7% / 282.000 |
| Gala 5             | 31 Octubre 2015  | 11,7% / 244.000 |
| Gala 6             | 7 Novembre 2015  | 14,7% / 379.000 |
| Gala 7             | 14 Novembre 2015 | 12,9% / 322.000 |
| Gala 8 (Semifinal) | 21 Novembre 2015 | 15,3% / 407.000 |
| Gala 9 (Final)     | 28 Novembre 2015 | 22,1% / 553.000 |

### Quarta edició (2017)
| Programa            | Estrenat       | Audiència       |
| ------------------- | -------------- | --------------- |
| Càsting 1           | 14 Gener 2017  | 13,5% / 336.000 |
| Càsting 2           | 21 Gener 2017  | 9,5% / 252.000  |
| Gala 1              | 28 Gener 2017  | 15,6% / 435.000 |
| Gala 2              | 4 Febrer 2017  | 11,7% / 307.000 |
| Gala 3              | 10 Febrer 2017 | 9,8% / 246.000  |
| Gala 4              | 18 Febrer 2017 | 12,4% / 315.000 |
| Gala 5              | 25 Febrer 2017 | 14,9% / 363.000 |
| Gala 6              | 4 Març 2017    | 11,6% / 271.000 |
| Gala 7              | 11 Març 2017   | 12,7% / 302.000 |
| Gala 8              | 18 Març 2017   | 12,2% / 299.000 |
| Gala 9              | 25 Març 2017   | 11,8% / 284.000 |
| Gala 10 (Semifinal) | 1 Abril 2017   | 13,3% / 343.000 |
| Gala 11 (Final)     | 8 Abril 2017   | 10,8% / 235.000 |